# Gábor Miklóssy
Gábor Miklóssy, ortografiat și Gavril Miklossy, (n. 25 octombrie 1912, Oradea, Austro-Ungaria – d. 21 decembrie 1998, Cluj-Napoca, România) a fost un pictor maghiar din România, reprezentant al realismului socialist.

## Distincții
- Medalia „A cincea aniversare a Republicii Populare Române” (24 decembrie 1952) „pentru lupta și munca duse în vederea făuririi, consolidării și prosperării Republicii Populare Române”[3]
- Ordinul Muncii clasa a II-a (9 iunie 1954) „pentru merite deosebite în domeniul artelor plastice”[4]
- titlul de Maestru Emerit al Artei din Republica Populară Romînă (26 august 1954) „pentru merite excepționale în domeniul dezvoltării artei”[5]
- Ordinul „Meritul Cultural” clasa a III-a (1968) „pentru activitate deosebită în domeniul artelor plastice”[6]
- Ordinul Meritul Cultural clasa a II-a (1971) „pentru merite deosebite în opera de construire a socialismului, cu prilejul aniversării a 50 de ani de la constituirea Partidului Comunist Român”[7]